# Parafia Kościoła Katolickiego Mariawitów w Woli Cyrusowej
Parafia św. Franciszka z Asyżu w Woli Cyrusowej – mariawicka parafia kustodii płockiej, Kościoła Katolickiego Mariawitów w RP.
Świątynią parafialną jest kaplica domowa pod wezwaniem św. Franciszka z Asyżu, znajdująca się w Woli Cyrusowej-Kolonii, w gminie Dmosin, powiecie brzezińskim, województwie łódzkim.
Parafia powstała w 1935, wskutek rozłamu w mariawityzmie (w Woli Cyrusowej-Kolonii znajduje się też kościół pw. Narodzenia NMP, będący siedzibą parafii Kościoła Starokatolickiego Mariawitów).
Nabożeństwa celebrują kapłani i kapłanki ludowe, w tym adorację ubłagania, odprawianą 23. dnia każdego miesiąca. Uroczystość parafialna obchodzona jest w najbliższą niedzielę od 4 października.
W powiecie brzezińskim funkcjonują jeszcze 3 inne parafie Kościoła Katolickiego Mariawitów – w Dąbrówce Małej, Grzmiącej i Poćwiardówce.